# Amphicoma pectinata
Amphicoma pectinata är en skalbaggsart som beskrevs av Lewis 1895. Amphicoma pectinata ingår i släktet Amphicoma och familjen Glaphyridae. Inga underarter finns listade i Catalogue of Life.